# Campbell-hörcsög
A Campbell hörcsög vagy más néven Campbell törpehörcsög (Phodopus campbelli) az emlősök (Mammalia) osztályának rágcsálók (Rodentia) rendjébe, ezen belül a hörcsögfélék (Cricetidae) családjába tartozó rágcsálófaj.

## Előfordulása
Eredeti élőhelye Belső-Ázsia és az orosz sztyeppék. Vadon nagyrészt Szibériában él, megtalálható Dzsungáriában, Mandzsúriában, Kazahsztánban és Mongóliában is. Népszerű házi kedvenc.

## Megjelenése
Testmérete 6–11 centiméter, súlya legfeljebb 50 gramm. Harmad akkora, mint európai rokonai, és mérete fele az ismertebb szíriai aranyhörcsögének. Bundája sűrű, háta szürke, közepén fekete csíkkal. Hasa fehér, farka rövid. Télen kivilágosodik, néha egészen fehérré válik. Fekete szeme aránylag nagy.

## Életmódja
Szereti a magányos életmódot. Barlangját 1 méterre a föld alá ássa. Kedvenc talajtípusa az agyagos löszös; ezek a legjobb gabonaföldek. Otthona több kamrából áll, amiket számos kijárat köt össze a külvilággal. Van köztük hálókamra és illemhely is, de a legtöbb tápanyagraktárként szolgál.
A legtöbb rágcsálóhoz hasonlóan éjszakai állatok. Szállásukat szürkületkor hagyják el. Főként növényi táplálékkal él; egyaránt fogyaszt gyökereket, leveleket és magvakat. Ezen kívül rovarokkal is táplálkoznak. Táplálékukat mellső lábaikat kézként használva tömik rugalmas pofazacskójukba. A szűkösebb időkre felhalmozzák az eleséget; ezen élik túl a telet.
Télen melegen és puhán bélelt vackukban, készleteik mellett pihennek, alusszák téli álmukat. Ezalatt testhőmérsékletük kevéssel fagypont fölé süllyed. Mihelyt megérzik a tavaszt, felébrednek.
Ragadozói a vörös róka, a menyétfélék, a baglyok, és a nagyobb ragadozó madarak. Fő ellenségei a hermelin és a molnárgörény, mert ezek követik föld alatti otthonába, és ott végeznek vele.
Rövid, 2-3 éves élettartamukat szaporasággal ellensúlyozzák. Így sikerül fenntartaniuk egy igencsak nagy állományt a sztyeppén.
Ezt a hörcsögöt régóta ismerték, de csak a 20. század vége felé kezdték háziállatként tartani.
1-3 évig él.

## Tartása
Tartható terráriumban is és ketrecben is; ennek mérete legalább 60×50 cm legyen. Számukra a 20-25 °C ideális. Télen se legyen hidegebb 15 °C-nál. Ne érje őket huzat, vagy közvetlenül tűző napfény. Éjszakai életmódja miatt ne tegyük hálószobába!
A terráriumot rendezzük be úgy, hogy a hörcsög ne unatkozzon. Kell tehát házikó, mókuskerék, wc-papírguriga (alagútként), itató (golyós önitató vagy kerámiatál), etetéshez kerámiatál, rengeteg fából készült bújó és mászó felszerelés, csincsilla homok – kizárólak a csincsilláknak való apró, finom szemcséjű homok megfelelő.
Alomként megfelel a faforgács, tegyünk be mellé 1-2 marék szénát is. Azzal béleli ki a házát. Ne adjunk neki se papír zsebkendőt, se más puha papírt, mert beragad a pofazacskójába. Egy 60×40 cm-es terráriumot, amelyben 15 cm vastag a forgácsréteg elég havonta tisztítani. Ha ritkábban takarítjuk a hörcsög büdös lesz, megbetegedhet, a forgács büdös és penészes lesz. Ha gyakrabban, naponta, akkor a hörcsög teljesen stresszel hogy eltűnik a szaga, ezért gyorsan beszagosítja, hogy biztonságban érezze magát.
A mókuskerék zárt futófelületű, 20 cm átmérőjű legyen! Minél több fából készült, természetes felszerelést helyezzünk el nála. Minimum 10 cm vastagságú forgácsra van szükségük!
Magányos állatok! Együtt tartásuk komoly tapasztalatot igényel!

## Táplálása
A legegészségesebb,legtermészetesebb és legjobb, ha magunknak keverünk be magkeveréket az alábbiak alapján. A nem megfelelő táplálkozás kihatással lehet a hörcsögünk életére!
A következő magokat adhatjuk hörcsögünknek:
- Amaránt – álgabona, törpehörcsögöknek is nyugodtan adható
- Árpa – törpehörcsögöknek ne vagy minimális mennyiségben adjunk
- Borsó – csicseriborsó, borsószirom –  törpehörcsögöknek ne vagy minimális mennyiségben adjunk
- Búza – tönköly, alakor stb. elsősorban hántolatlanul – törpehörcsögöknek ne vagy minimális mennyiségben adjunk
- Bükköny
- Cirok – a fehér és vörös egyaránt adható minden hörcsögfajnak.
- Dió – rendkívül hizlaló
- Fenyőmag
- Fénymag
- Földimogyoró – rendkívül hizlaló
- Fűmag – az összes fűféle magja kitűnő eleség minden hörcsögfaj számára – különösen a törpehörcsögök magkeverékének elengedhetetlen alkotóeleme
- Hajdina – álgabona, törpehörcsögöknek is nyugodtan adható, elsősorban hántolatlanul
- Heremag – mindenféle here magja kitűnő eleség minden hörcsögfaj számára
- Kamut
- Kanárimag
- Kapormag
- Kárdi
- Kendermag
- Köménymag
- Köles – vörös, sárga, japán stb. – álgabona, az összes kölesfaj törpehörcsögöknek is nyugodtan adható
- kukoricát, krumplit és más K-betűvel kezdődő zöldséget nem ajánlott a hörcsögöknek adni !!!
- Lencse – törpehörcsögöknek ne vagy minimális mennyiségben adjunk
- Lenmag
- Lucernamag
- Makadámia – rendkívül hizlaló
- Mák – aranyhörcsögöknek ne vagy minimális mennyiségben adjunk
- Máriatövismag
- Mogyoró – rendkívül hizlaló
- Mungóbab – törpehörcsögöknek ne vagy minimális mennyiségben adjunk
- Napraforgómag – fekete, csíkos stb. – rendkívül hizlaló
- Négermag
- Pekándió – rendkívül hizlaló
- Perillamag
- Petrezselyemmag
- Pitypangmag
- Kinoa – álgabona, törpehörcsögöknek is nyugodtan adható
- Retekmag
- Répamag
- Rizs – elsősorban hántolatlanul, törpehörcsögöknek ne vagy minimális mennyiségben adjunk
- Rozs – törpehörcsögöknek ne vagy minimális mennyiségben adjunk
- Salátamag
- Sáfrányos szeklicemag
- Spenótmag
- Százszorszépmag
- Szentjánoskenyér
- Szezámmag
- Teff
- Tökmag – rendkívül hizlaló
- Tritikálé – törpehörcsögöknek ne vagy minimális mennyiségben adjunk
- Turbolyamag
- Zab – törpehörcsögöknek ne vagy minimális mennyiségben adjunk

A következő gyümölcsöket és zöldségeket adhatjuk hörcsögünknek:
- Bab – a fehérbab aranyhörcsögöknek adható, törpehörcsögöknek ritkán, kis mennyiségben
- Brokkoli – kis mennyiségben adható, erősen puffaszt
- Cékla – kis mennyiségben adható, oxálsavtartalma magas, a vizeletet elszínezheti
- Cukkini
- Csicseriborsó – aranyhörcsögöknek adható
- Édeskömény – a gumó és zöldje egyaránt adható, a vizeletet elszínezheti
- Fodros kel – kis mennyiségben adható, erősen puffaszt
- Mángold – kis mennyiségben adható, oxálsavtartalma magas
- Karalábé – kis mennyiségben adható, erősen puffaszt
- Kínai kel – kis mennyiségben adható, erősen puffaszt
- Kukorica
- Lencse – aranyhörcsögöknek adható
- Mungóbab – aranyhörcsögöknek adható
- Pagodakarfiol – kis mennyiségben adható, erősen puffaszt
- Paprika – piros, sárga, zöld stb. egyaránt adható csumájával együtt a zöldje nélkül, csupán a csípős fajták tilosak
- Paradicsom – zöldje mérgező, azt eltávolítva adható
- Pasztinák
- Petrezselyem – gyökér és zöldje egyaránt adható
- Saláta – fejes saláta, jégsaláta, cikória, endívia stb. – jól raktározza a méreganyagokat, ezért csak biotermesztésű adható
- Sárgarépa – gyökere hizlaló, törpehörcsögöknek csak kis mennyiségben adjunk, zöldjét magas kalciumtartalma miatt ne vigyük túlzásba, a vizeletet elszínezheti
- Spenótlevél – kis mennyiségben adható, oxálsavtartalma magas
- Tök – minden általunk is ehető tökfajta adható hörcsögünknek
- Uborka
- Zeller – gumó és zöldje egyaránt adható
- Alma – magja mérgező, anélkül adható
- Banán – aranyhörcsögöknek ritkán, törpehörcsögöknek extrém magas cukortartalma miatt egyáltalán nem adható
- Dinnye – görög, sárga stb. aranyhörcsögöknek ritkán, törpehörcsögöknek extrém magas cukortartalma miatt egyáltalán nem adható
- Eper
- Goji bogyó
- Körte
- Málna
- Ribizli
- Szeder
- Szőlő – magja mérgező, anélkül aranyhörcsögöknek ritkán, törpehörcsögöknek extrém magas cukortartalma miatt egyáltalán nem adható

A fehérje létfontosságú anyagokkal látja el hörcsögünk szervezetét, az étrend elemi része. A vadonban a fehérjebevitel mennyiségét nagyban befolyásolják a környezeti tényezők, az évszak, az időjárás, az adott rovarkínálat, illetve az aktuális egyéni igények. Mindenesetre – ha a fennálló körülmények engedik – a törpehörcsögök napi táplálékának csaknem 1/3 részét teszi ki, aranyhörcsögök esetében ez valamivel kevesebb.
Törekedjünk rá, hogy változatos, természetes fehérjeforrást biztosítsunk kedvencünknek, tehát elsősorban különféle rovarokkal próbálkozzunk, a húsok és tejtermékek csak másodlagos megoldásként szolgáljanak – ezekben ugyanis számos állatunk számára szükségtelen tápanyag is található, a tejtermékek zsírtartalma általában túlzottan magas és nem is fedezi a szükséges fehérjeadagot, kevésbé egészségesek hörcsögünk számára, mint a rovarok vagy egyéb természetes fehérjeforrások. Egy hörcsög heti fehérjeadagját például 6-7 élő lisztkukac vagy 4-5 élő szöcske, tücsök teszi ki. Ha ezeket szárított formában etetjük, akkor ezen mennyiségek háromszorosával kell számolnunk, mivel kiszárítva a rovarfélék körülbelül 1/3 annyi fehérjét tartalmaznak, mint élve. Tejtermékek esetében egyszerre egy körömnyi darabnál többet ne adjunk! Fehérjét 1-3 naponta szükséges felkínálni kedvencünknek, ügyeljünk a heti adag egységes eloszlására.
Vannak állapotok, mikor hörcsögünk több fehérjét igényel, mint normál esetben. Ilyen a vemhesség kezdeti szakasza, valamint a szülés után elkövetkezendő 4 hét, a még fejlődő, fiatal állatok, az időskor és a betegségek időszaka. Ekkor javasolt 2-4 további fehérjeetetést beiktatni. 
Hörcsögünknek adható fehérjék:
- Édesvízi halak – a legáltalánosabb a szárított kínai razbóra
- Gammarus (tüskés bolharák)- szárítva adható
- Garnéla – az édesvízi garnélák szárítva adhatók
- Gyászbogárlárva – élő vagy szárított formában is adható
- Joghurt – natúr, cukormentes joghurt ritkán adható
- Kutyatáp – minőségi, magas hústartalmú kutyatáp ritkán adható
- Lisztkukac – élő vagy szárított formában is adható
- Macskatáp – minőségi, magas hústartalmú macskatáp ritkán adható
- Sajt – kizárólag natúr sajt adható, lehetőleg zsírszegény
- Selyemhernyó báb – szárítva adható
- Szöcske – élő vagy szárított formában is adható
- Tejföl – zsírszegény, illetve alacsony zsírtartalmú tejföl ritkán adható
- Tojás – a tojásfehérje főve adható, sárgája kerülendő
- Túró – sovány túró adható
- Tücsök – élő vagy szárított formában is adható

Ezek alapján válasszunk minőségi magkeveréket! Pl.: Hamster Dream,Mixerama,Rodipet,Nager-Küche,Kellis,Real Nature, JR FARM,Bunny,Multifit.
Ivóvizét naponta cseréljük. Használhatunk golyós önitatót is, de akár egy másik kerámia tálat is beszerezhetünk – így természetes módon és testhelyzetben jut vízhez.
Csak tiszta kézzel nyúljunk hozzá. Ha ugyanis megérzi rajta az élelmiszert, akkor harap.

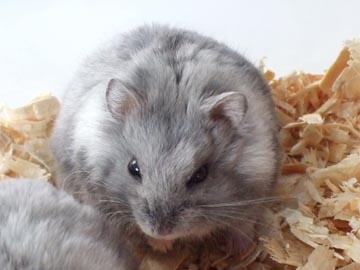
Kékes színárnyalatú Campbell-törpehörcsög

## Campbell/dzsungáriai hibridek
A leggyakoribb öt kisállatfaj közül csak a dzsungáriai és a Campbell-hörcsög tud egymással szaporodni. A kereszteződés többnyire véletlenül történik: a tulajdonos vagy a kereskedő összetéveszti a két fajt, és együtt tartja őket.
A kereszteződés ez esetben nemkívánatos, mert egészségügyi következményei lehetnek, és veszélyezteti mindkét faj fennmaradását.

### Fordítás
- Ez a szócikk részben vagy egészben  a   Campbell's dwarf hamster című angol Wikipédia-szócikk fordításán alapul.  Az eredeti cikk szerkesztőit annak laptörténete sorolja fel. Ez a jelzés csupán a megfogalmazás eredetét és a szerzői jogokat jelzi, nem szolgál a cikkben szereplő információk forrásmegjelöléseként.